# Hjortsjön, Småland
Hjortsjön är en sjö i Vaggeryds kommun i Småland och ingår i Lagans huvudavrinningsområde. Sjön har en area på 0,955 kvadratkilometer och ligger 193,1 meter över havet. Den avvattnas av vattendraget Gnyltån. Hjortsjön ligger till ungefär hälften inom tätorten Vaggeryd.

## Delavrinningsområde
Hjortsjön ingår i det delavrinningsområde (638080-139946) som SMHI kallar för Utloppet av Hjortsjön. Avrinningsområdets medelhöjd är 220 meter över havet och ytan är 33,81 kvadratkilometer. Räknas de 3 delavrinningsområdena uppströms in blir den ackumulerade arean 66,91 kvadratkilometer. Gnyltån som avvattnar avrinningsområdet har biflödesordning 3, vilket innebär att vattnet flödar genom totalt 3 vattendrag innan det når havet efter 205 kilometer. Delavrinningsområdet består mestadels av skog (57 procent) och jordbruk (24 procent). Avrinningsområdet har 0,95 kvadratkilometer vattenytor vilket ger det en sjöprocent på 2,8 procent. Bebyggelsen i området täcker en yta av 1,96 kvadratkilometer eller 6 procent av avrinningsområdet.